# Seyrigina rizicola
Seyrigina rizicola är en stekelart som beskrevs av Jean Risbec 1960. Seyrigina rizicola ingår i släktet Seyrigina och familjen puppglanssteklar.
Artens utbredningsområde är Madagaskar. Inga underarter finns listade i Catalogue of Life.